# فريتز بيتر
فريتز بيتر (بالألمانية: Fritz Peter)‏ هو رياضياتي ألماني، ولد في 1899، وتوفي في 1949.